# Fernando Falcão (músico)
Fernando Marinho Falcão (João Pessoa, 27 de fevereiro de 1945 — Londrina, 13 de fevereiro de 2002) foi um compositor, instrumentista e poeta brasileiro.

## Vida e carreira
Falcão nasceu em João Pessoa, capital do estado da Paraíba. Envolveu-se no movimento estudantil contra a ditadura militar. Em 1969, após a promulgação do AI-5, Falcão exilou-se em Paris, onde viveu por 12 anos. Casou-se com a atriz francesa Valerie Kling. Com seu sogro, o escultor François-Xavier Lalanne, Falcão criou vários instrumentos de percussão, como o balauê (um berimbau horizontal).
Em 1979, gravou o disco Memória das Águas. O álbum mistura influências da música popular brasileira, afrobeat e experimentalismos de vanguarda. Participou também do álbum Saudades de Pernambuco, de Alceu Valença. Tocou com Raimundo Fagner e compôs músicas para artistas como Nazaré Pereira, Nara Leão e Fausto Nilo.
De volta ao Brasil, Falcão lançou o segundo disco, Barracas Barrocas, em 1987. Escreveu dois livros de poesia, O Avarento e o Vento, em 1993,e o inédito O pesadelo do demônio.
Morreu em Londrina, Paraná, em 13 de fevereiro de 2002, aos 56 anos. No ano seguinte, foi lançado seu disco póstumo, "Engenho dos Meninos", que começou a ser produzido em 1989. Memória das Águas e Barracas Barrocas foram relançados em 2019 pelo selo Selva Discos, em  formatos vinil e digital.

## Discografia
- 1979- Memória das Águas
- 1987- Barracas Barrocas
- 2003- Engenho de Meninos ( com Zé da Flauta; póstumo)